# Bythiospeum bogici
Bythiospeum bogici is een slakkensoort uit de familie van de Hydrobiidae. De wetenschappelijke naam van de soort is voor het eerst geldig gepubliceerd in 2012 door Pešic & Glöer.